# Кабошон

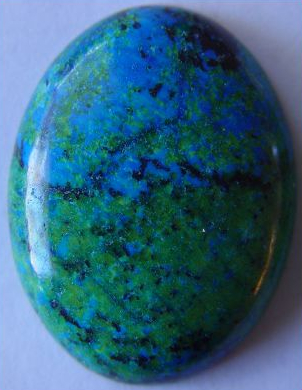
Азурито-малахітовий кабошон.

Кабошо́н — основний різновид гладкої огранки. Верхній частині каменя надають округлу форму, нижній — плоску або випуклу. Нижню частину темних каменів роблять увігнутою, щоб висвітлити кольорову гамму.